# Paradoxostoma tumidiuscutum
Paradoxostoma tumidiuscutum is een mosselkreeftjessoort uit de familie van de Paradoxostomatidae. De wetenschappelijke naam van de soort is voor het eerst geldig gepubliceerd in 1980 door Schornikov.